# Miloš Čech

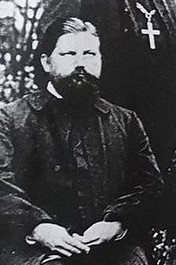
Miloš (Amandus) Čech (1894)

Miloš (Amandus) Čech (* 15. April 1855 in Liteň, Königreich Böhmen; † 1. Januar 1922 in Varnsdorf) war ein tschechischer Bischof der Alt-Katholischen Kirche.

## Wirken
Nach dem Ende der Österreich-Ungarischen Monarchie übte er sein Amt in der neugegründeten Tschechoslowakei weiter aus, während Adalbert Schindelar das Amt in Österreich übernahm.
Er war der jüngere Bruder des Schriftstellers Svatopluk Čech und älterer Bruder der Schriftstellerin Růžena Čechová.